# 原一魁
原一魁（1543年—？），字仲文，一號乳泉，号葵衷，山東萊州府掖縣人，明朝政治人物。

## 生平
萬曆四年（1576年）丙子科山東鄉試第二十八名。萬曆五年（1575年）聯捷丁丑科進士。授魏县知县，十一年八月选授山西道御史，弹劾兵部尚書張學顏，十二年八月陞陕西佥事、潼关兵备，十五年六月升本省左参议，十六年六月升山西副使、昌平兵备。

## 家族
曾祖父原旭；祖父原潤；父親原思慶。嫡母徐氏；母張氏。慈侍下。兄一理（主簿）、弟一性。